# Дорсхајм
Дорсхајм (њем. Dorsheim) општина је у њемачкој савезној држави Рајна-Палатинат. Једно је од 119 општинских средишта округа Бад Кројцнах. Према процјени из 2010. у општини је живјело 676 становника. Посједује регионалну шифру (AGS) 7133026.

## Географски и демографски подаци
Дорсхајм се налази у савезној држави Рајна-Палатинат у округу Бад Кројцнах. Општина се налази на надморској висини од 200 метара. Површина општине износи 2,2 km². У самом мјесту је, према процјени из 2010. године, живјело 676 становника. Просјечна густина становништва износи 305 становника/km².